# Spring Lake (Caroline du Nord)
Spring Lake est une ville américaine située dans le Comté de Cumberland, en Caroline du Nord.
En 2010, sa population était de 13 217 hab.

## Démographie
| 1960  | 1970  | 1980  | 1990  | 2000  | 2010   |
| ----- | ----- | ----- | ----- | ----- | ------ |
| 4 110 | 3 968 | 6 273 | 7 524 | 8 098 | 11 964 |

## Source
- (en) Cet article est partiellement ou en totalité issu de l’article de Wikipédia en anglais intitulé « Spring Lake, North Carolina » (voir la liste des auteurs).